# Американская архиепископия
Американская архиепископия (полное название Греческая православная архиепископия Америки, англ. Greek Orthodox Archdiocese of America, греч. Ελληνική Ορθόδοξη Αρχιεπισκοπή Αμερικής) — архиепископия в юрисдикции Константинопольского патриархата, объединяющая православные приходы в США. Была учреждена указом Вселенского патриарха Мелетия IV в 1922 году. До 1996 года имела юрисдикцию на всей территории Северной и Южной Америки. В настоящее время включает — помимо греческих — приходы (структуры) иных этнокультурных традиций.
Архиепархия возглавляется архиепископом Америки, экзархом океанов Атлантического и Тихого, избираемым Священным синодом Константинопольского патриархата. Архиепископ возглавляет Синод архиепископии, состоящий из всех епископов Церкви.

## История
Во второй половине XIX века православные греки в Северной Америке входили в этнически смешанные приходы в юрисдикции Алеутской и Аляскинской епархии (с 1900 года Алеутская и Североамериканская), которая была учреждена (1870) и подчинялась российскому Святейшему синоду. Первая греческая община в Америке была основана в 1864 году в Новом Орлеане (штат Луизиана) небольшой колонией греческих торговцев.
В октябре 1918 года по благословению Патриарха Константинопольского Германа V митрополит Афинский Мелетий (Метаксакис) посетил США и без согласия канонической власти Русской Православной Церкви в Северной Америке учредил в Нью-Йорке Синодальную комиссию во главе с титулярным епископом Родостольским Александром (Димоглу), которая начала объединять греческие приходы в Северной Америке в юрисдикцию Элладской церкви. В феврале 1921 года митрополит Мелетий, годом ранее вынужденный оставить пост предстоятеля Элладской церкви, вторично прибыл в Америку и активно занялся организацией Греческой архиепископии Северной и Южной Америки, которая была провозглашена в составе Элладской церкви 15 сентября 1921 года. Она включила в свой состав около 130 приходов.
1 марта 1922 года Священный синод Константинопольской православной церкви по предложению патриарха Мелетия IV (Метаксакиса, избран патриархом 25 ноября 1921 года) принял решение «об обязательном и исключительном подчинении» Константинопольскому Патриархату всей православной диаспоры. Вскоре Синод усвоил себе юрисдикцию над православными греческими приходами в Северной Америке, тем самым изъяв Греческую архиепископию Северной Америки из юрисдикции Элладской церкви. Официально признана штатом Нью-Йорк в 1922 году.
11 мая 1922 года во главе архиепископии был поставлен епископ Родостольский Александр (Димоглу).
11 августа того же года в Нью-Йорке на Втором соборе духовенства и мирян Греческой Архиепископии в Америке был разработан новый устав Архиепископии, который предоставлял ей полную административную автономию. Были учреждены новые епархии — Сан-Францисская, Чикагская и Бостонская, архиереи которых вместе с Архиепископом, чья кафедра располагалась в Нью-Йорке, должны были составить Архиерейский Синод. Согласно новому уставу, Собору духовенства и мирян принадлежало право выбирать трёх кандидатов на вдовствующие кафедры, Архиерейский Синод выбирал из них одного и Патриарх утверждал кандидата. Только архиепископ должен был выбираться и поставляться патриархом. Патриарх Константинопольский Мелетий утвердил новый устав.
Годы пребывания митрополита Александра во главе архиепископии были отягощены политическими спорами между сторонниками королевского дома и сторонниками премьер-министра Элефтериоса Венизелоса. Спор окончился смещением митрополита Александра и назначением вместо него митрополита Керкирского Афинагора (Спиру). При этом в том же году был принято новый устав (издан 10 января 1931 года), который упразднял Синод, а правящие епархиальные епископы становились викарными. Архиепископ Афинагор управлял Американской архиепископией 18 лет до своего назначения Патриархом Константинопольским.
1 апреля 1959 года Архиепископом Северной и Южной Америки становится Иаков (Кукузис), назначение которого совпало с усилением потока греческих эмигрантов в США и Канаду и значительным увеличением грекоязычного православного населения. В связи с этим были реорганизованы административные и церковные структуры архиепископии. Он учредил проходящие раз в 2 года собрания духовенства и мирян для обсуждения и решения актуальных церковных проблем, усилил роль архиепископского совета, открыл при архиепископии отделы по делам молодёжи, образования, катехизаторского просвещения, общественных связей, духовной миссии и др.
Большую роль сыграло утверждение нового церковного устава Американской архиепископии 1977 года, целью которого стала децентрализация церковного управления с предоставлением больших полномочий епархиям, при этом архиепископийские округа в марте 1979 года становились полноценными епархими. Возглавлявшие эти епархии епископы вошли в состав восстановленного Синода Американской архиепископии, упразднённого прежним уставом от 1931 года.
Архиепископ Иаков много сделал для развития местных греческих общин и приходов, число которых к концу его служения в 1996 году достигло почти 500.
В 1990-е годы Архиепископия имела весьма сложные, временами напряжённые, отношения с патриархом Варфоломеем и его Синодом, что было связано со спорами о пределах её самостоятельности, а также весьма сильным влиянием на дела управления мирян-членов Архиепископии. 24 сентября 1996 года Греческая архиепископия Северной и Южной Америки была разделена решением Синода Константинопольского патриархата на 4 части: США, Канада, Центральная Америка и Южная Америка с оставлением в юрисдикции Архиепископии только территории США.
20 декабря 2002 года епархии, входящие в состав Американской архиепископии, были возведены в ранг митрополий.
9 марта 2020 года было объявлено о учреждении в составе Американской архиепископии викариатства славянской традиции, в который первоначально вошли 3 прихода, ранее находившиеся в юрисдикции РПЦЗ.

## Структура
Архиепископия включает более 540 приходов и 800 священников в 9 епархиях:
| Название митрополии                      | Название                                               | Основана | Правящий архиерей                             | Территория | Приходов | Монастырей | Центр |
| ---------------------------------------- | ------------------------------------------------------ | -------- | --------------------------------------------- | --- | -------- | ---------- | ----- |
| Атлантская митрополия                    | Μητρόπολη Ατλάντας Metropolis of Atlanta               | 1980     | Севастиан (Скордаллос) (с 2024)               | |          |            |       |
| Бостонская митрополия                    | Μητρόπολη Βοστώνης Metropolis of Boston                | 1922     | Мефодий (Турнас) (с 1984)                     | |          |            |       |
| Денверская митрополия                    | Μητρόπολη Ντένβερ Metropolis of Denver                 | 1979     | Константин (Моралис) (с 2024)                 | |          |            |       |
| Детройтская митрополия                   | Μητρόπολη Ντητρόιτ Metropolis of Detroit               |          | Николай (Писарис) (с 1999)                    | Мичиган, Арканзас, Кентукки, части штатов Индиана, Огайо, Теннесси и южная часть штата Нью-Йорк                                             |          |            |       |
| Нью-Джерсийская митрополия               | Μητρόπολη Νέας Ιερσέης Metropolis of New Jersey        |          | Апостол (Куфаллакис) (с 2023)                 | штата Нью-Джерси, Делавэр, Мэриленд, юго-восток Пенсильвании и Вирджинии                                                                    |          |            |       |
| Архиепископский округ прямого подчинения | The Direct Archdiocesan District                       |          | архиепископ Елпидифор (Ламбриниадис) (с 2019) | большой Нью-Йорк, северная часть штата Нью-Йорк, Лонг-Айленд, западная половина Коннектикута, федеральный округ Колумбия, Багамские острова |          |            |       |
| Питтсбургская митрополия                 | Μητρόπολη Πιττσβούργου Metropolis of Pittsburgh        | 1979     | Савва (Зембиллас) (с 2011)                    | |          |            |       |
| Сан-Францисская митрополия               | Μητρόπολη Αγίου Φραγκίσκου Metropolis of San Francisco | 1922     | Герасим (Михаэлас) (с 2005)                   | |          |            |       |
| Чикагская митрополия                     | Μητρόπολη Σικάγου Metropolis of Chicago                | 1922     | Нафанаил (Симеонидис) (с 2018)                | |          |            |       |

Другие структуры
В юрисдикции Американской архиепископии находятся также:
- Украинская православная церковь в Канаде[7] (украинские приходы в Канаде, принятые в юрисдикцию вселенского Престола в 1990 от неканонического украинского автокефализма, а ещё раньше — украинского униатства);
- Американская Карпаторосская православная епархия (учреждена в 1938 году на базе 37 приходов, отошедших от униатства), которые в то же время подчиняются непосредственно Константинопольскому патриарху;
- Албанская православная епархия Америки;

Кроме того, ряд православных структур в США и Канаде находятся в прямом подчинении Константинопольского патриарха:
1. ставропигиальный монастырь прп. Ирины Каппадокийской (Οσία Ειρήνη Χρυσοβαλάντου — отсутствует в современных месяцесловах Московской Патриархии; память — 28 июля) в г. Астория, штат Нью-Йорк (Sacred Patriarchal and Stavropegial Orthodox Monastery of St. Irene Chrysovalantou, 36-07 23rd Avenue, Astoria, NY 11105-1916), и его подворья в нескольких штатах;
2. Украинская православная церковь в США[8]: в настоящее время 105 украинских православных приходов, перешедшие в юрисдикцию Константинопольского Патриархата в 1995 года и объединившиеся в 1996 году с Украинской Православной Церковью в Америке (в юрисдикции Константинополя с 1937));

В Бруклайне (штат Массачусетс) с 1937 года существует Богословская школа Святого Креста (Holy Cross Greek Orthodox School of Theology), готовящая священников-богословов, а также греческий колледж (Hellenic College) со статусом университета. С 1944 года при архиепископии действует Академия святого Василия в Гаррисоне (штат Нью-Йорк); до 1973 г. она включала и колледж, готовивший педагогов для образовательных учреждений архиепископии, позже перенесенный в Бруклин. В Академии имеется детский приют.
Дважды в месяц выходит журнал «̓Ορθόδοξος Παρατηρητής» (Православный наблюдатель) тиражом 130 тыс. экз.

## Предстоятели
- Александр (Димоглу) (11 мая 1922 — 19 июня 1930)
- Афинагор (Спиру) (30 августа 1930 — 1 ноября 1948)
- Тимофей (Евангелинидис) (7 июня — 10 сентября 1949)
- Михаил (Константинидис) (11 октября 1949 — 13 июля 1958)
- Герман (Полизоидис) (июль 1958 — февраль 1959) в/у, еп. Нисский
- Иаков (Кукузис) (14 февраля 1959 — 29 июля 1996)
- Спиридон (Папагеоргиу) (31 июля 1996 — 30 августа 1999)
- Димитрий (Тракателлис) (19 августа 1999 — 9 мая 2019)
- Елпидифор (Ламбриниадис) (с 11 мая 2019)